# Campeonato Sergipano de Futebol de 1937
O Campeonato Sergipano de Futebol de 1937 foi a 15º edição da divisão principal do campeonato estadual de Sergipe. O campeão foi o Sergipe que conquistou seu 8º título na história da competição.

## Premiação
| Campeonato Sergipano de 1937 |
| Aracaju                      |
| ---------------------------- |
| Sergipe Campeão (8º título)  |